# Grandvezin
Grandvezin  est une ancienne commune française du département de Meurthe-et-Moselle en région Grand Est. Elle est rattachée à la commune de Crévic depuis environ 1802.

## Géographie
La localité de Grandvezin est située dans le Lunévillois et en bordure du Sânon, cette rivière est une frontière naturelle entre Grandvezin et Crévic.
Au nord de Grandvezin, derrière le Sânon, se trouve le canal de la Marne au Rhin.

## Toponymie
Anciennes mentions : Grand-Vezain et Petit-Vezain  (1388), Grant-Vezen (1476), Le Grant-Wezen (1522), Grant-Wezain (1547), Grand-Uſsin (1594), Grand-Vezain (Cassini).
L'adjectif « grand » servait autrefois à distinguer cet endroit du Petit-Vezain qui n'existe plus en 1862.

## Histoire
Grandvezin faisait partie de la seigneurie dite « le ban de Crévic », celle-ci appartenait au chapitre de Remiremont et à l'abbaye de Senones.
Le 27 septembre 1388, le prieur de Léomont ascense aux habitants du Grand Vezain et à un habitant de Crévic, moyennant un cens annuel de 2 petits florins d'or, une pièce de pré appelée le Pré des Moines sise sous le Petit Vezain.
Cette localité dépend de la prévôté et du bailliage de Nancy en 1594 et en 1710, puis du bailliage de Lunéville en 1751. Sur le plan religieux, elle dépend du diocèse de Toul jusqu'en 1778, puis du diocèse de Nancy.
Grandvezin est qualifié de « hameau considérable sans église » en 1711, puis de « village réuni à Crévic » en 1802.

## Démographie
| 1712 | 1793 |
| ---- | ---- |
| 18   | 145  |